# Apa (Satu Mare)
Apa es una comuna ubicada en el distrito de Satu Mare, Rumania.

## Superficie
Posee una superficie de 45,03 kilómetros cuadrados.

## Demografía
Hasta 2021 la población era de 2534 habitantes, con una densidad de población de 56,27 habitantes por kilómetro cuadrado.